# Óscar Roberto Domínguez Couttolenc
Óscar Roberto Domínguez Couttolenc (Puebla de Zaragoza, 13 maggio 1956) è un arcivescovo cattolico messicano, dal 3 luglio 2024 arcivescovo metropolita di Tulancingo.

## Biografia
È nato il 13 maggio 1956 a Puebla de Zaragoza.

### Formazione e ministero sacerdotale
Nel 1972 è entrato nel seminario dei missionari di Guadalupe. Ha conseguito la laurea in filosofia e teologia presso l'Università Intercontinentale e un master in amministrazione educativa presso l'Università La Salle. 
Ha deciso di entrare nell'Istituto di Santa Maria di Guadalupe per le missioni estere, emettendo la professione solenne nel 1992. È stato ordinato presbitero l'11 giugno 1983 nella sua città natale dall'arcivescovo Rosendo Huesca Pacheco.
Successivamente, tra il 1986 e il 1991, è stato missionario in Kenya ed in particolare nella diocesi di Ngong.
Rientrato in Messico, ha svolto incarichi all'interno della sua comunità: economo generale e direttore amministrativo e giuridico dell'Università Intercontinentale dal 1991 al 2003 e successivamente vicario generale fino al 2007.

### Ministero episcopale

Stemma da vescovo

Il 27 marzo 2007 papa Benedetto XVI lo ha nominato vescovo di Tlapa. Ha ricevuto l'ordinazione episcopale l'11 giugno successivo dal cardinale Norberto Rivera Carrera, arcivescovo metropolita di Città del Messico, co-consacranti Rosendo Huesca Pacheco, arcivescovo metropolita di Puebla de los Ángeles, e Alejo Zavala Castro, vescovo di Chilpancingo-Chilapa.
Il 17 luglio 2012 papa Benedetto XVI lo ha nominato vescovo di Ecatepec. Ha preso possesso della diocesi il 17 settembre successivo.
L'8 maggio 2013 ha ricevuto un telegramma di cordoglio per le vittime dell'esplosione di un'autocisterna che trasportava gas naturale a Ecatepec avvenuto il giorno precedente inviato da papa Francesco tramite il cardinale segretario di Stato Tarcisio Bertone. 
Il 17 maggio 2014 è stato ricevuto in udienza papale insieme agli altri vescovi messicani durante la visita ad limina. 
Nel 2016 ha accolto papa Francesco durante il viaggio apostolico in Messico.
Nella Conferenza Episcopale Messicana ha ricoperto l'incarico di economo generale dal 2009 al 2015, responsabile della dimensione del clero dal 2016 al 2021. Nel 2022 ha fatto parte del consiglio interreligioso dello stato del Messico ed è membro del consiglio nazionale per la protezione dei minori.
Il 3 luglio 2024 papa Francesco lo ha promosso arcivescovo metropolita di Tulancingo, succedendo a Domingo Díaz Martínez, ritiratosi per raggiunti limiti d'età. Ha preso possesso dell'arcidiocesi il 29 agosto successivo.

## Genealogia episcopale
La genealogia episcopale è:
- Cardinale Scipione Rebiba
- Cardinale Giulio Antonio Santori
- Cardinale Girolamo Bernerio, O.P.
- Arcivescovo Galeazzo Sanvitale
- Cardinale Ludovico Ludovisi
- Cardinale Luigi Caetani
- Cardinale Ulderico Carpegna
- Cardinale Paluzzo Paluzzi Altieri degli Albertoni
- Papa Benedetto XIII
- Papa Benedetto XIV
- Papa Clemente XIII
- Cardinale Marcantonio Colonna
- Cardinale Giacinto Sigismondo Gerdil, B.
- Cardinale Giulio Maria della Somaglia
- Cardinale Carlo Odescalchi, S.I.
- Vescovo Joaquín Fernández de Madrid y Canal
- Arcivescovo Clemente de Jesús Munguía y Núñez
- Arcivescovo Pelagio Antonio de Labastida y Dávalos
- Arcivescovo Eulogio Gregorio Clemente Gillow y Zavalza
- Arcivescovo José Othón Núñez y Zárate
- Arcivescovo José María González Valencia
- Arcivescovo Antonio López Aviña
- Cardinale Norberto Rivera Carrera
- Arcivescovo Óscar Roberto Domínguez Couttolenc, M.G.